# Gino Starace
Pour les articles homonymes, voir Starace.

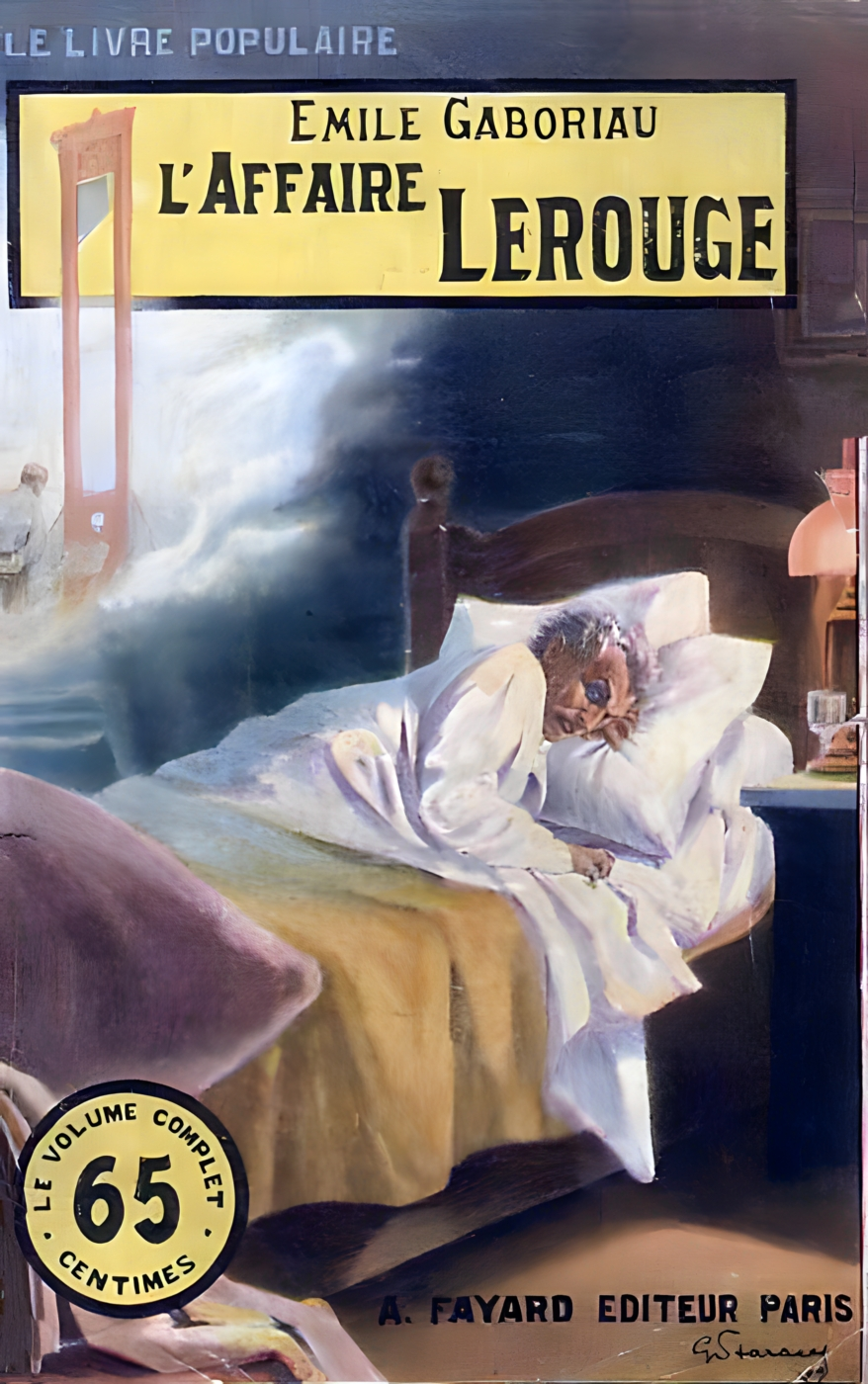
L'Affaire Lerouge (Émile Gaboriau).

Gino Starace (né Gioacchino Starace le 16 mars 1859 à Naples et mort le 9 décembre 1950 à Paris) est un illustrateur et peintre italien qui fit carrière principalement en France.

## Biographie
En janvier 1894, Gino Starace, recruté à Naples, collabore à L'Illustration et effectue des reportages en tant que dessinateur qui le mènent par exemple en Sicile où il passe pour espion. En 1896, il collabore à la Revue illustrée. En 1897, il expose en tant que peintre au Salon de l'union artistique de Toulouse.
La signature de Gino Starace est révélée à partir d'octobre 1898, aux côtés de celle de José Roy, dans le cadre du lancement à fort tirage de l'ouvrage de Jean-Louis Dubut de Laforest, La Vierge du trottoir, édité par Arthème Fayard.
À partir de 1905, il devient, toujours chez Fayard dans la cadre des collections « Modern-Bibliothèque » et « Le Livre populaire », le principal illustrateur des grands roman-feuilletons que sont par exemple Fantômas de Marcel Allain et Pierre Souvestre, Rocambole de Ponson du Terrail et Fascinax. Il collabore brièvement au magazine L'Aventure publié à partir de juin 1927 chez Fayard.
« Les couvertures que Gino Starace a dessinées pour la collection du « Livre populaire » chez Arthème Fayard ont pleinement participé aux succès des romans publiés dans cette collection. C’est le cas de la série des Fantômas imaginée par Pierre Souvestre et Marcel Allain à partir de 1911. Fonctionnant comme un cinéma imprimé, ces illustrations ouvrent une fenêtre colorée et expressive sur les aventures de papier bon marché de l’insaisissable bandit masqué et ont pour but de séduire le lecteur potentiel en s’afﬁchant à la devanture des kiosques de la Belle Époque. Elles offrent ainsi des objets de sémiologie complexes et éclairants sur la fonction de la première de couverture dans la paralittérature ».
Son fils, Jean [ou Jan] Starace (1888-1947), le seconda et poursuivit son travail d'illustrateur. Les Starace habitaient au 55 rue Rodier.